# O Despertar da Besta
O Despertar da Besta (O Ritual dos Sádicos) é um filme brasileiro de terror de 1969, produzido e dirigido por José Mojica Marins. Marins é também conhecido pelo seu alter ego Zé do Caixão. Marins aparece como ele mesmo e como o personagem Zé do Caixão no filme ficcional que está na forma de um pseudodocumentário. Em novembro de 2015 o filme entrou na lista feita pela Associação Brasileira de Críticos de Cinema (Abraccine) dos 100 melhores filmes brasileiros de todos os tempos.

## Sinopse
Na primeira parte do filme, filmado em preto-e-branco, Dr. Sérgio, um psiquiatra, aparece em um programa de televisão sobre um painel com outros três psiquiatras contemporâneos depois que ele alega ter realizado experimentos em quatro voluntários viciados em drogas com LSD a fim de investigar sua afirmação de que a perversão sexual é causada pelo uso de drogas ilícitas. Como prova, ele apresenta uma série de relatos documentados do uso de drogas levando a atos sexuais obscenos e bizarros. Marins aparece (como ele mesmo) no painel com os psiquiatras como se fosse algum tipo de especialista no assunto da depravação. Durante o programa, Dr. Sérgio narra a experiência de seus colegas no painel, que contestam suas afirmações.
Dr. Sérgio reúne os quatro voluntários, e depois de receberem uma injeção, os voluntários (quatro usuários de drogas vistos nos segmentos anteriores) são instruídos a olharem fixamente para um cartaz do filme O Estranho Mundo de Zé do Caixão. O filme muda de preto-e-branco para colorido e a experiência de cada paciente é vividamente retratada em uma série de cenas surreais.

## Elenco
Os voluntários
- Mário Lima
- Ozualdo Candeias
- Andréa Bryan
- Lurdes Vanucchi Ribas

Programa de televisão
- Sérgio Hingst - Dr. Sérgio
- José Mojica Marins (como a si mesmo)
- Carlos Reichenbach
- Jairo Ferreira
- João Callegaro
- Maurice Capovilla
- Walter C. Portella

Programa "A Hora da Verdade" (trechos de video-tape)
- Consuelo Leandro...ela mesma (dublada, não creditada)
- Adoniram Barbosa...ele mesmo (não creditado)

Outros
- Annik Malvil
- Graveto - (adúltero)
- Ítala Nandi
- José Mojica Marins (como Zé do Caixão)
- Roney Wanderney